# New Brunswick and Nova Scotia Land Company
La New Brunswick and Nova Soctia Land Company, fondée en 1831, était une entreprise responsable de la fondation et de la colonisation de nombreux villages au Nouveau-Brunswick et en Nouvelle-Écosse, au Canada.

## Histoire
Les îles britanniques connaissent une crise économique durant les années 1830 et 1840, causée par les guerres, la baisse de la production manufacturière, les mauvaises récoltes et le fléchissement des marchés. La hausse du chômage et l'augmentation de la population provoque au même moment une pénurie des terres et la surpopulation des villes. De nombreuses personnes émigrent alors vers l'Amérique du Nord britannique pour tenter d'améliorer leur sort. Thomas Baillie, le commissaire des terres de la Couronne et arpenteur général du Nouveau-Brunswick, invite les londoniens à discuter de la colonisation. C'est ainsi que la New Brunswick and Nova Scotia Land Company est fondée le 2 mars 1831 à la taverne Crown & Anchor, sur le Strand à Londres. La compagnie est constituée en corporation par une loi du parlement, le 20 février 1834. Elle compte entre autres sept députés, ainsi que les marchands John Bainbridge et Samuel Cunard. Ils demandent au secrétaire des colonies, Lord Stanley, de négocier une convention d'achat de terres de la couronne au Nouveau-Brunswick. Le gouvernement du Nouveau-Brunswick accepte cette offre, qui lui permettrait de regarnir ses coffres.